# Silje Hjemdal

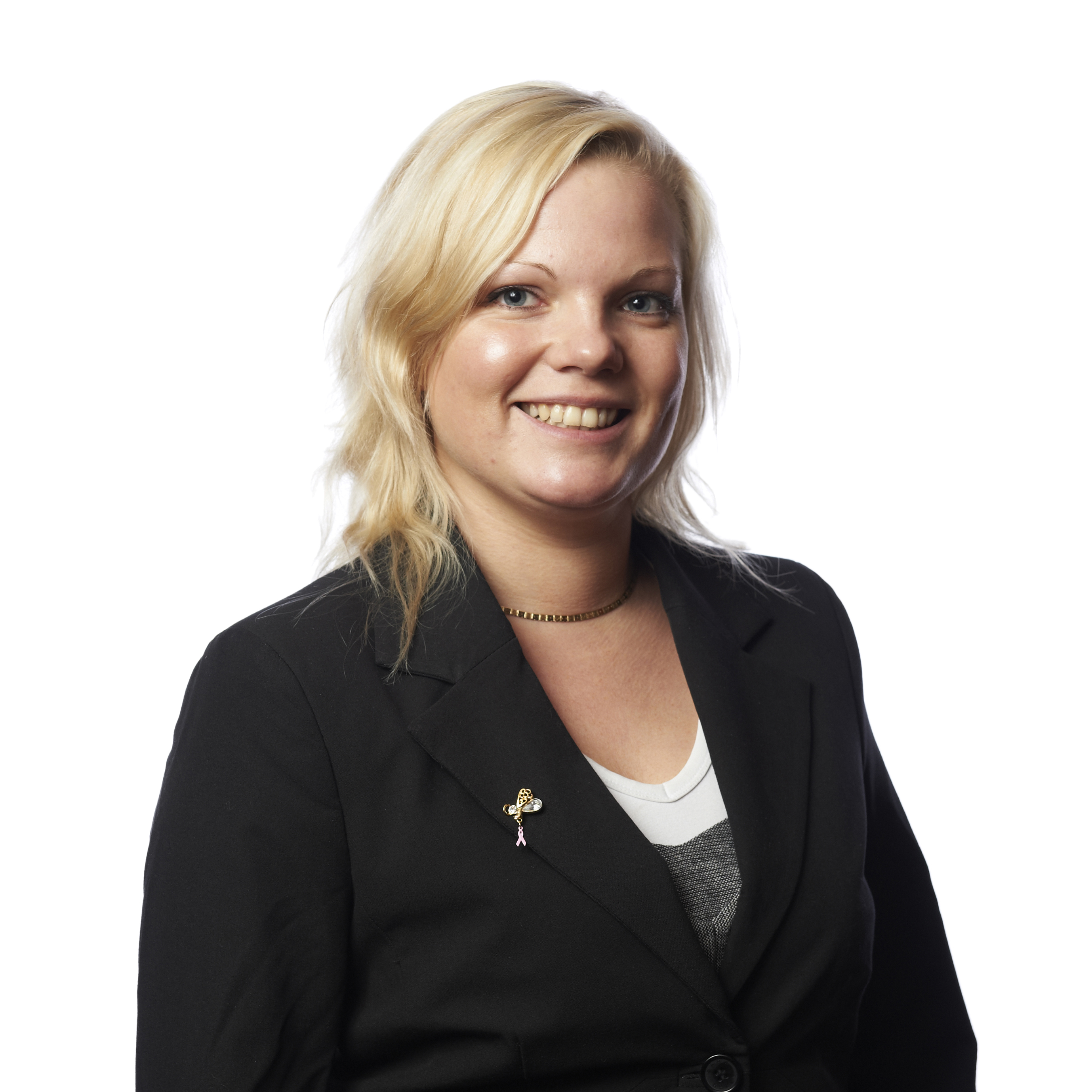
Silje Hjemdal, 2011

Silje Hjemdal (* 8. August 1984) ist eine norwegische Politikerin der rechten Fremskrittspartiet (FrP). Seit 2017 ist sie Abgeordnete im Storting.

## Leben
Hjemdal studierte an der Universität Bergen unter anderem Rechtswissenschaften. 2005 wurde sie Mitglied der Fremskrittspartiet. Zwischen 2011 und 2015 war sie Mitglied im Stadtrat von Bergen. Im Jahr 2015 war sie zwischen Juni und Oktober Teil der Bergener Stadtregierung, dem Byråd, wo sie unter anderem für die Bereiche Soziales und Wohnungen zuständig war. Bei der Fylkestingswahl 2015 erreichte sie ein Mandat im Fylkesting der damaligen Provinz Hordaland.
Hjemdal zog bei der Parlamentswahl 2017 erstmals in das norwegische Nationalparlament Storting ein. Dort vertritt sie den Wahlkreis Hordaland und wurde Mitglied im Familien- und Kulturausschuss. In diesem Ausschuss verblieb Hjemdal auch nach der Wahl 2021. Im Oktober 2021 wurde Hjemdal Mitglied im Fraktionsvorstand der Fremskrittspartiet-Gruppierung.